# La Fille du silence
La Fille du silence est un roman écrit par Jean-Charles Harvey, paru en 1958.
L'ouvrage reçoit un accueil positif d'une bonne partie de la presse, La Revue populaire écrivant par exemple : « C'est la première fois peut-être qu'un auteur canadien-français parle avec tant de franchise, en une langue limpide, mesurée, chaude, imagée de la joie de vivre, d'aimer, de la beauté faite de chair et d'idéal ». La poétesse Andrée Maillet trouve par ailleurs significatif sur la société québécoise contemporaine que cette façon d'aborder le thème de l'amour soit si rare dans les publications. Quelques critiques parlent cependant de dégout et l'ouvrage est utilisé par les milieux religieux pour réclamer une législation sur la littérature immorale. Une loi sur l'obscénité est d'ailleurs adoptée en 1959.